# Weel
Weel – osada w Anglii, w hrabstwie East Riding of Yorkshire. Leży 12 km na północ od miasta Hull i 260 km na północ od Londynu.